# Continental Cup schansspringen
De Continental Cup schansspringen, kortweg COC, is een jaarlijks door de FIS georganiseerde reeks van schansspringwedstrijden.
Bij zowel dames als heren is het, na het wereldbekercircuit, het op een na hoogste niveau van wedstrijden. Bij de dames was de Continental Cup tot en met seizoen 2010/2011 het hoogste niveau, met ingang van het wereldbekerseizoen 2011/2012 organiseert de FIS ook voor de dames wereldbekerwedstrijden. Bij de heren staan om die reden dan ook voornamelijk jonge schansspringers aan de start, met als doel een plaatsje in het wereldbekerteam van hun land te veroveren. Enkele springers wisselen gedurende het seizoen meerdere malen tussen de Continental Cup en de wereldbeker. De winnaar van het klassement hoeft dan ook niet noodzakelijkerwijs de beste schansspringer te zijn.
In tegenstelling tot de wereldbeker, die in de zomer wordt vervangen door Grand Prix schansspringen, vindt de Continental Cup zowel in de zomer als in de winter plaats. Er worden aparte zomer- en winterklassementen opgemaakt.

## Mannen

### Winter
| Seizoen   | Eerste              | Tweede              | Derde               |
| --------- | ------------------- | ------------------- | ------------------- |
| 1991/1992 | Andi Rauschmeier    | Franz Neuländtner   | Remo Lederer        |
| 1992/1993 | Franz Neuländtner   | Christian Moser     | Christoph Müller    |
| 1993/1994 | Ralph Gebstedt      | Ronny Hornschuh     | Klaus Huber         |
| 1994/1995 | Olli Happonen       | Martin Höllwarth    | Risto Jussilainen   |
| 1995/1996 | Stein Henrik Tuff   | Michael Kury        | Hansjörg Jäkle      |
| 1996/1997 | Hein-Arne Mathiesen | Simen Berntsen      | Roman Křenek        |
| 1997/1998 | Alexander Herr      | Falko Krismayr      | Damjan Fras         |
| 1998/1999 | Roland Audenrieth   | Marius Småriset     | Wilhelm Brenna      |
| 1999/2000 | Dirk Else           | Georg Späth         | Dennis Störl        |
| 2000/2001 | Akseli Lajunen      | Christoph Grillhösl | Lassi Huuskonen     |
| 2001/2002 | Michael Neumayer    | Janne Ylijärvi      | Jörg Ritzerfeld     |
| 2002/2003 | Stefan Thurnbichler | Morten Solem        | Michael Möllinger   |
| 2003/2004 | Olav Magne Dønnem   | Balthasar Schneider | Stefan Kaiser       |
| 2004/2005 | Anders Bardal       | Balthasar Schneider | Stefan Thurnbichler |
| 2005/2006 | Anders Bardal       | Morten Solem        | Mathias Hafele      |
| 2006/2007 | Balthasar Schneider | Morten Solem        | Stefan Thurnbichler |
| 2007/2008 | Stefan Thurnbichler | Bastian Kaltenböck  | Lars Bystøl         |
| 2008/2009 | Stefan Thurnbichler | Lukáš Hlava         | Christian Ulmer     |
| 2009/2010 | David Unterberger   | Michael Hayböck     | Manuel Fettner      |
| 2010/2011 | Rok Zima            | Mario Innauer       | Andreas Wank        |
| 2011/2012 | Andreas Stjernen    | Kenneth Gangnes     | Michael Hayböck     |
| 2012/2013 | Anže Semenič        | Fredrik Bjerkeengen | Matic Benedik       |

### Zomer
| Jaar | Eerste               | Tweede              | Derde           |
| ---- | -------------------- | ------------------- | --------------- |
| 2002 | Stefan Pieper        | Kai Bracht          | Rok Benkovič    |
| 2003 | Bine Norčič          | Jure Radelj         | Wolfgang Loitzl |
| 2004 | Robert Mateja        | Stefan Kaiser       | Jernej Damjan   |
| 2005 | Marcin Bachleda      | Clint Jones         | Anders Bardal   |
| 2006 | Stefan Thurnbichler  | Rok Benkovič        | Primož Pikl     |
| 2007 | Bastian Kaltenböck   | Stefan Thurnbichler | Primož Pikl     |
| 2008 | Daniel Lackner       | Markus Eggenhofer   | Severin Freund  |
| 2009 | Robert Kranjec       | Akseli Kokkonen     | Marcin Bachleda |
| 2010 | Kamil Stoch          | Jakub Janda         | Andreas Strolz  |
| 2011 | Aleksander Zniszczoł | Peter Prevc         | Andreas Wank    |
| 2012 | Jan Matura           | Wolfgang Loitzl     | Anders Jacobsen |

## Vrouwen

### Winter
| Seizoen   | Eerste           | Tweede            | Derde                      |
| --------- | ---------------- | ----------------- | -------------------------- |
| 2004/2005 | Anette Sagen     | Lindsey Van       | Daniela Iraschko           |
| 2005/2006 | Anette Sagen     | Lindsey Van       | Jessica Jerome             |
| 2006/2007 | Anette Sagen     | Ulrike Gräßler    | Lindsey Van                |
| 2007/2008 | Anette Sagen     | Daniela Iraschko  | Jacqueline Seifriedsberger |
| 2008/2009 | Anette Sagen     | Daniela Iraschko  | Ulrike Gräßler             |
| 2009/2010 | Daniela Iraschko | Ulrike Gräßler    | Anette Sagen               |
| 2010/2011 | Daniela Iraschko | Coline Mattel     | Eva Logar                  |
| 2011/2012 | Daniela Iraschko | Sarah Hendrickson | Maja Vtic                  |
| 2012/2013 | Irina Awwakumowa | Julia Kykkänen    | Ramona Straub              |

### Zomer
| Jaar | Eerste                                      | Tweede                     | Derde            |
| ---- | ------------------------------------------- | -------------------------- | ---------------- |
| 2008 | Ulrike Gräßler                              | Magdalena Schnurr          | Izumi Yamada     |
| 2009 | Ulrike Gräßler                              | Ayumi Watase               | Melanie Faißt    |
| 2010 | Daniela Iraschko                            | Jacqueline Seifriedsberger | Coline Mattel    |
| 2011 | Coline Mattel                               | Sara Takanashi             | Daniela Iraschko |
| 2012 | Daniela Iraschko Jacqueline Seifriedsberger |                            | Anja Tepeš       |